# Önums kyrka
Önums kyrka, tidigare Varnums kyrka, är en kyrkobyggnad som sedan 2018 tillhör Varabygdens församling (2002—2018 Vara församling och tidigare Önums församling) i Skara stift. Den ligger strax öster om centralorten i Vara kommun.

## Historia
Dagens kyrkan ersatte en tidigare från medeltiden, belägen söder om den nuvarande platsen på Emtunga ås. Det var en liten furutimrad och spåntäckt och rödfärgad träkyrka som revs i oktober 1865. År 1830 angavs byggnadsytan till 17,4 x 6,3 meter och höjden till 6,3 meter. Den hade då förlängts 1759 åt öster varvid dess längd nästan fördubblats. Det fanns ett litet vapenhus och en klockstapel. Altaret var knuttimrat av ekstockar och hade målningar invändigt. En stockända med en vittrad runinskrift som uttydes Olof gjorde kyrkan är bevarad och förvaras på Statens historiska museum. Inskriften har ålderdomliga drag, vilket skulle datera kyrkan till tidig medeltid. På platsen finns idag en stenmursomgärdad ödekyrkogård och kyrkans plats markeras av fyra gravkors och en minnessten.

## Kyrkobyggnaden
Den nuvarande kyrkan uppfördes efter ritningarna utformade av Johan Fredrik Åbom och den invigdes 1864. Kyrkan ersatte Önums och Vara medeltida träkyrkor. Fram till 1902 hette den Varnums kyrka, då den även användes som kyrka för Vara församling. Detta år stod Vara kyrka klar, varvid kyrkan fick det gamla namnet Önums kyrka. 
Kyrkan är uppförd i sten med yttertak av skiffer. Tornet, som är 35 meter högt, är kopparbeklätt. Interiörens absid och även tornspiran har nygotiska drag, liksom tredingstaket och predikstolen. År 1948 genomfördes en större renovering under ledning av Axel Forssén, då bland annat en vägg, som skärmade av en tidigare sakristia belägen i absiden, revs. Kaminerna ersattes av elvärme och de obekväma bänkarna byggdes om.

## Inventarier
- Ett altarskåp med en madonnaskulptur stående på månskäran från omkring 1500 utförd i ek. Mariafigurens höjd 72 cm och skåpets 162 cm. Skåpet konserverades 1934-1935 av Olle Hellström[2]
- Predikstol i barock från ca 1700.
- Dopfunt från medeltiden med en nytillverkad fot.

### Orgel
Orgeln, som är placerad på västra läktaren, tillverkades 1945 av Hammarbergs Orgelbyggeri AB. Den har arton stämmor fördelade på två manualer och pedal. Den stumma fasaden härstammar från den tidigare orgeln, som var byggd 1878 av Salomon Molander.

## Galleri

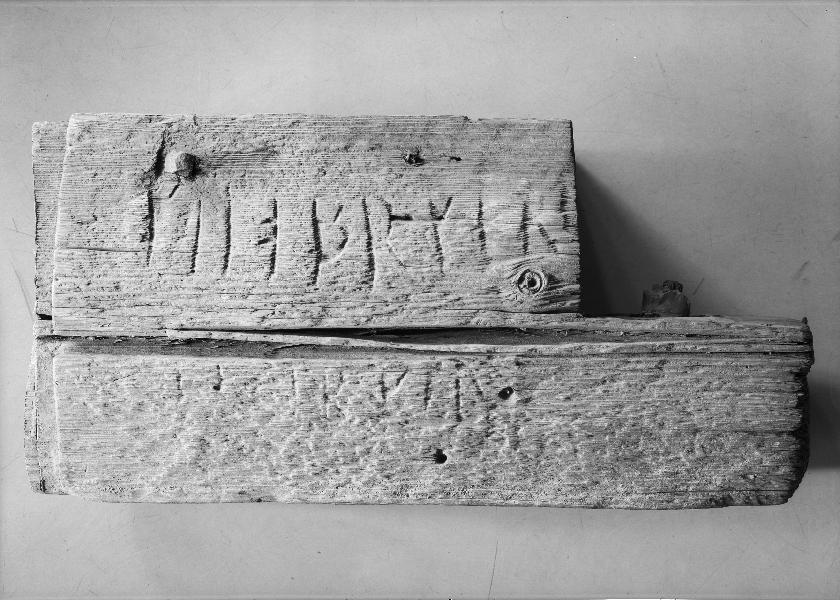
Stockända med runinskrift.
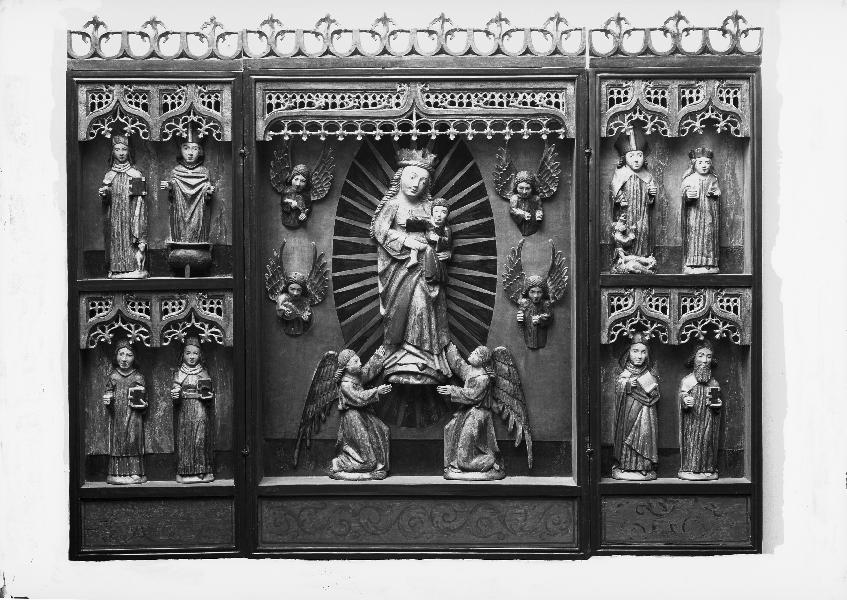
Altarskåp från ca 1500.